# Эйдсберг
Эйдсберг (норв. Eidsberg) — коммуна в губернии Эстфолл в Норвегии. Административный центр коммуны — город Мюсен. Официальный язык коммуны — букмол. Население коммуны на 2007 год составляло 10 509 чел. Площадь коммуны Эйдсберг — 235,91 км², код-идентификатор — 0125.

## История населения коммуны
Население коммуны за последние 60 лет.

Статистика коммуны Эидсберг